# Châtelaillon-Plage
Châtelaillon-Plage è un comune francese di 6 214 abitanti situato nel dipartimento della Charente Marittima nella regione della Nuova Aquitania.

## Società

### Evoluzione demografica
Abitanti censiti